# Jungermanniales
Ordre
Les Jungermanniales sont un ordre d'hépatiques de la classe des Jungermanniopsida (hépatiques à lobes).

## Liste des sous-ordres et familles
Selon ITIS (28 mars 2018) :
- sous-ordre des Cephaloziineae
  - famille des Adelanthaceae (en)
  - famille des Cephaloziaceae (en)
  - famille des Cephaloziellaceae (en)
  - famille des Jamesoniellaceae (sv)
  - famille des Scapaniaceae

- sous-ordre des Jungermanniineae
  - famille des Acrobolbaceae
  - famille des Antheliaceae (es)
  - famille des Arnelliaceae (de)
  - famille des Balantiopsidaceae (en)
  - famille des Blepharidophyllaceae (en)
  - famille des Calypogeiaceae (en)
  - famille des Delavayellaceae (sv)
  - famille des Geocalycaceae (en)
  - famille des Gymnomitriaceae (en)
  - famille des Gyrothyraceae (en)
  - famille des Jackiellaceae (en)
  - famille des Jungermanniaceae
  - famille des Myliaceae (en)
  - famille des Solenostomataceae (en)
  - famille des Trichotemnomataceae (en)

- sous-ordre des Lophocoleineae
  - famille des Brevianthaceae
  - famille des Chonecoleaceae
  - famille des Grolleaceae
  - famille des Herbertaceae
  - famille des Lepicoleaceae
  - famille des Lepidoziaceae
  - famille des Lophocoleaceae
  - famille des Mastigophoraceae
  - famille des Phycolepidoziaceae
  - famille des Plagiochilaceae
  - famille des Pseudolepicoleaceae
  - famille des Trichocoleaceae
  - famille des Vetaformataceae

- sous-ordre des Perssoniellineae
  - famille des Perssoniellaceae
  - famille des Schistochilaceae

Selon NCBI (2 mai 2010) :
- sous-ordre des Cephaloziineae
  - famille des Adelanthaceae
  - famille des Cephaloziaceae
  - famille des Cephaloziellaceae
  - famille des Chaetophyllopsidaceae
  - famille des Jackiellaceae
  - famille des Jamesoniellaceae
  - famille des Scapaniaceae
- sous-ordre des Jungermanniinae
  - famille des Acrobolbaceae
  - famille des Antheliaceae
  - famille des Arnelliaceae
  - famille des Balantiopsidaceae
  - famille des Calypogeiaceae
  - famille des Delavayellaceae
  - famille des Gymnomitriaceae
  - famille des Gyrothyraceae
  - famille des Jungermanniaceae
  - famille des Mesoptychiaceae
  - famille des Trichotemnomataceae
- sous-ordre des Lophocoleineae
  - famille des Brevianthaceae
  - famille des Geocalycaceae
  - famille des Herbertaceae
  - famille des Lepicoleaceae
  - famille des Lepidoziaceae
  - famille des Plagiochilaceae
  - famille des Pseudolepicoleaceae
  - famille des Trichocoleaceae
  - famille des Vetaformataceae
- sous-ordre des Perssoniellineae
  - famille des Schistochilaceae